# مزرعة أباد (خومة)
مزرعة أباد (بالفارسية: مزرعه‌آباد) هي قرية تقع في إيران في قسم خومة الریفي.